# Argyle (Georgie)
Argyle je město v Clinch County, v Georgii, ve Spojených státech amerických. V roce 2011 žilo ve městě 212 obyvatel.

## Demografie
Podle sčítání lidí v roce 2000 žilo ve městě 151 obyvatel, 49 domácností, a 39 rodin. V roce 2011 žilo ve městě 97 mužů (45,8%), a 115 žen (54,2%). Průměrný věk obyvatele je 37 let.